# Joseph Francis Smith
Joseph Francis Smith (* 24. Januar 1920 in Philadelphia, Pennsylvania; † 14. Mai 1999 ebenda) war ein US-amerikanischer Politiker. Zwischen 1981 und 1983 vertrat er den Bundesstaat Pennsylvania im US-Repräsentantenhaus.

## Werdegang
Joseph Smith besuchte die St. Anne’s Parochial School und danach die Northeast Catholic High School, beide in seiner Heimatstadt Philadelphia. Zwischen 1940 und 1942 absolvierte er das dortige Saint Joseph’s College. Während des Zweiten Weltkrieges diente er zwischen 1942 und 1945 als Feldwebel in der US Army. Nach dem Krieg arbeitete er zunächst als Buchhalter. Zwischen 1965 und 1970 gehörte er zum Stab des Kongressabgeordneten James A. Byrne. Politisch war er Mitglied der Demokratischen Partei. Von 1970 bis 1981 saß er im Senat von Pennsylvania.
Nach dem Rücktritt des Abgeordneten Raymond F. Lederer wurde Smith bei der fälligen Nachwahl für den dritten Sitz von Pennsylvania als dessen Nachfolger in das US-Repräsentantenhaus in Washington, D.C. gewählt, wo er am 21. Juli 1981 sein neues Mandat antrat. Da er im Jahr 1982 von seiner Partei nicht mehr zur Wiederwahl nominiert wurde, konnte er bis zum 3. Januar 1983 nur die laufende Legislaturperiode im Kongress beenden.
Zwischen 1983 und 1986 war Joseph Smith Parteivorsitzender der Demokraten in Philadelphia. Er starb am 14. Mai 1999.